# Reyer Venezia Mestre Femminile 2015-2016
Questa voce raccoglie le informazioni riguardanti il Reyer Venezia Mestre Femminile nelle competizioni ufficiali della stagione 2015-2016.

## Stagione
La stagione 2015-2016 della Umana Venezia è la tredicesima che disputa in Serie A1 dalla rifondazione del 1998.
La squadra partecipa all'EuroCup femminile.

## Verdetti stagionali
Competizioni nazionali
- Serie A1:

stagione regolare: 4º posto su 14 squadre (21-5);
play-off: semifinali perse contro Lucca (0-2).
- Coppa Italia:

semifinale persa contro Ragusa.
Competizioni europee
- EuroCup:

stagione regolare: 1º posto su 4 squadre nel gruppo E (4-2);
sconfitta ai quarti di finale da Beşiktaş JK (0-2).

## Roster
|    | Naz.                   | Ruolo | Sportivo            | Anno | Alt. |  |  |
| -- | ---------------------- | ----- | ------------------- | ---- | ---- |  |  |
| 4  | Italia (bandiera)      | G     | Francesca Melchiori | 1993 | 170  |  |  |
| 5  | Italia (bandiera)      | P     | Debora Carangelo    | 1992 | 163  |  |  |
| 6  | Italia (bandiera)      | P     | Rachele Porcu       | 1997 | 170  |  |  |
| 7  | Stati Uniti (bandiera) | A     | Karima Christmas    | 1989 | 182  |  |  |
| 9  | Italia (bandiera)      | GA    | Francesca Pan       | 1997 | 180  |  |  |
| 10 | Italia (bandiera)      | G     | Benedetta Bagnara   | 1987 | 178  |  |  |
| 11 | Italia (bandiera)      | C     | Martina Sandri      | 1988 | 184  |  |  |
| 13 | Italia (bandiera)      | AC    | Alessandra Formica  | 1993 | 189  |  |  |
| 14 | Slovacchia (bandiera)  | AC    | Marie Růžičková     | 1986 | 192  |  |  |
| 15 | Italia (bandiera)      | P     | Caterina Dotto      | 1993 | 165  |  |  |
| 21 | Italia (bandiera)      | P     | Giulia Zecchin      | 1997 | 177  |  |  |
| 23 | Italia (bandiera)      | AC    | Lorela Cubaj        | 1999 | 191  |  |  |
| 33 | Stati Uniti (bandiera) | P     | Ashleigh Fontenette | 1989 | 172  |  |  |

## Mercato
| Acquisti | Acquisti            | Acquisti        | Acquisti            |
| R.       | Nome                | da              | Modalità            |
| -------- | ------------------- | --------------- | ------------------- |
| A        | Karima Christmas    | Tulsa Shock     | definitivo          |
| P        | Caterina Dotto      | Umbertide       | definitivo          |
| P        | Giulia Zecchin      | Ginn. Triestina | doppio tesseramento |
| P        | Ashleigh Fontenette | Dike Napoli     | definitivo          |

| Cessioni | Cessioni          | Cessioni           | Cessioni       |
| R.       | Nome              | a                  | Modalità       |
| -------- | ----------------- | ------------------ | -------------- |
| AC       | Aneika Henry      | Mersin BŞB         | fine contratto |
| P        | Francesca Dotto   | Le Mura Lucca      | fine contratto |
| G        | Shannon McCallum  | Zagłębie Sosnowiec | fine contratto |
| AC       | Carlotta Gianolla | Magika             | fine contratto |
| AC       | Simina Mandache   | GEAS               | fine contratto |

## Risultati

### Serie A1

#### Girone di andata
| Napoli 4 ottobre 2015, ore 14:15 CEST 1ª giornata | Basket Parma | 45 – 66 (5-17; 23-28; 37-48) referto | Reyer Venezia | PalaVesuvio |

| Mestre 11 ottobre 2015, ore 16:00 CEST 2ª giornata | Reyer Venezia | 81 – 52 (22-18; 40-21; 58-38) referto | San Martino | Palasport Taliercio |

| Cagliari 18 ottobre 2015, ore 18:00 CEST 3ª giornata | CUS Cagliari | 54 – 65 (15-16; 31-24; 40-49) referto | Reyer Venezia | PalaCus |

| Mestre 25 ottobre 2015, ore 16:00 CET 4ª giornata | Reyer Venezia | 74 – 64 (18-18; 36-28; 59-47) referto | Umbertide | Palasport Taliercio |

| Arbitri: | Gianfranco Ciaglia (Caserta) Valentina Nioi (Cagliari) Mauro Belfiore (Napoli) |

|             |          |              |
| Anderson 23 | Punti    | 27 Christmas |
| Battisodo 4 | Assist   | 5 Fontenette |
| Walker 17   | Rimbalzi | 12 Růžičková |

| Arbitri: | Alessandro Nicolini (Palermo) Chiara M. A. Vanzini (Milano) Christian Mottola (Taranto) |

|              |          |              |
| C. Dotto 15  | Punti    | 14 Petronytė |
| Fontenette 6 | Assist   |              |
| Růžičková 10 | Rimbalzi | 7 Quinn      |

| Arbitri: | Mauro Moretti (Marsciano) Angelo Bramante (Verona) Marcello Callea (Sassari) |

|                         |          |             |
| Christmas 16            | Punti    | 18 Pedersen |
| Christmas 4             | Assist   | 5 F. Dotto  |
| Christmas, Fontenette 7 | Rimbalzi | 12 Wojta    |

| Arbitri: | Marco Rudellat (Nuoro) Marco Vita (Ancona) Alessio Fabiani (Lucca) |

|             |          |              |
| Mandache 14 | Punti    | 13 Christmas |
| Ercoli 9    | Rimbalzi | 9 Růžičková  |

| Arbitri: | Angela Rita Castiglione (Palermo) Silvia Marziali (Roma) Elena Colazzo (Milano) |

|              |          |             |
| Christmas 30 | Punti    | 24 Treffers |
| Růžičková 8  | Rimbalzi | 11 Treffers |

| Arbitri: | Alessandro Tirozzi (Bologna) Pasquale Pecorella (Trani) Saverio Barone (Brescia) |

|                             |          |                           |
| Smith 14                    | Punti    | 13 Carangelo 12 Christmas |
| Anderson 5                  | Assist   |                           |
| Anderson, Smith, Sotiriou 6 | Rimbalzi | 6 Sandri                  |

| Arbitri: | Jacopo Pazzaglia (Pesaro) Michela Padovano (Bari) Alessio Dionisi (Fabriano) |

|               |          |              |
| Wicijowski 15 | Punti    | 14 Christmas |
| Dietrick 3    | Assist   |              |
| Wicijowski 8  | Rimbalzi | 10 Christmas |

| Arbitri: | Marco Marton (Conegliano) Valentina Del Monaco (Caserta) Umberto Tallon (Bologna) |

|                        |          |                |
| Fontenette 14          | Punti    | 18 Ostarello   |
| C. Dotto 5             | Assist   | 3 D'Alie, Vian |
| Christmas, Růžičková 7 | Rimbalzi | 13 Ostarello   |

| Arbitri: | Alberto Maria Scrima (Catanzaro) Corrado Triffiletti (Messina) Salvatore Nuara (Selvazzano Dentro) |

|                   |          |              |
| Little 19         | Punti    | 16 Christmas |
| Brunson, Little 8 | Rimbalzi | 9 Christmas  |

#### Girone di ritorno
| Arbitri: | Alessandro Nicolini (Palermo) Calogero Cappello (Porto Empedocle) Angela Rita Castiglione (Palermo) |

|          |          |              |
| Ugoka 18 | Punti    | 15 Christmas |
| Zara 3   | Assist   | 3 Fontenette |
| Ugoka 12 | Rimbalzi | 15 Růžičková |

| Arbitri: | Claudio Di Toro (Perugia) Alessandro Costa (Livorno) Duccio Maschio (Firenze) |

|                  |          |                         |
| Bailey, Davis 16 | Punti    | 30 Christmas            |
| Gianolla 7       | Assist   | 3 Formica, Růžičková    |
| Pașcalău 9       | Rimbalzi | 9 Christmas, Fontenette |

| Arbitri: | Angelo Valerio Bramante (San Martino Buon Albergo) Rosa Anna Nocera (Catanzaro) Stefano Del Greco (Verona) |

|              |          |                  |
| Růžičková 20 | Punti    | 13 Prahalis      |
| Fontenette 4 | Assist   | 2 Arioli, Romano |
| Růžičková 7  | Rimbalzi | 8 Milić          |

| Arbitri: | Marco Rudellat (Nuoro) Valerio Salustri (Roma) Marco Catani (Pescara) |

|                   |          |                         |
| Simmons 24        | Punti    | 19 Christmas, Růžičková |
| Milazzo, Moroni 2 | Assist   |                         |
| Tikvić 12         | Rimbalzi | 10 Růžičková            |

| Arbitri: | Giulio Pepponi (Spello) Daniele Caruso (Pavia) Christian Mottola (Taranto) |

|                        |          |             |
| Růžičková 18           | Punti    | 14 Yacoubou |
| (quattro giocatrici) 2 | Assist   | 5 Sottana   |
| Christmas 9            | Rimbalzi | 10 Walker   |

| Arbitri: | Angelo Caforio (Brindisi) Veronica Restuccia (Bologna) Umberto Tallon (Bologna) |

|              |          |                          |
| Petronytė 25 | Punti    | 14 Carangelo, Fontenette |
| Quinn 5      | Assist   | 2 C. Dotto               |
| Burdick 15   | Rimbalzi | 6 Růžičková              |

| Arbitri: | Martino Galasso (Siena) Claudio Di Toro (Perugia) Alessio Sansone (Aprilia) |

|                        |          |              |
| Harmon 24              | Punti    | 19 Christmas |
| Pedersen 2             | Assist   | 2 C. Dotto   |
| (quattro giocatrici) 6 | Rimbalzi | 8 Růžičková  |

| Mestre 7 marzo 2016, ore 19:00 CET 21ª giornata | Reyer Venezia | 90 – 40 (22-11; 37-19; 61-27) referto | GEAS | Palasport Taliercio |

| Battipaglia 13 marzo 2016, ore 18:00 CET 22ª giornata | PB63 Battipaglia | 59 – 78 (13-19; 27-41; 47-58) referto | Reyer Venezia | PalaZauli |

| Mestre 20 marzo 2016, ore 18:00 CET 23ª giornata | Reyer Venezia | 69 – 57 (17-14; 37-26; 53-42) referto | Pall. Torino | Palasport Taliercio |

| Mestre 26 marzo 2016, ore 20:30 CET 24ª giornata | Reyer Venezia | 85 – 56 (11-14; 35-34; 63-48) referto | Azzurra Orvieto | Palasport Taliercio |

| Vigarano Mainarda 10 febbraio 2016, ore 20:30 CET 25ª giornata | Vigarano | 44 – 73 (17-17; 21-37; 33-53) referto | Reyer Venezia | PalaVigarano |

| Mestre 10 aprile 2016, ore 18:00 CEST 26ª giornata | Reyer Venezia | 67 – 56 (21-16; 43-28; 54-44) referto | Eirene Ragusa | Palasport Taliercio |

#### Play-off

##### Quarti di finale
| Arbitri: | Daniela Bellamio (Latina) Marco Marton (Conegliano) Guido Giovannetti (Terni) |

|                           |          |                       |
| Christmas 27              | Punti    | 17 Gianolla 16 Bailey |
| Christmas 6               | Assist   | 4 Gianolla            |
| Christmas 11 Růžičková 10 | Rimbalzi | 8 Bailey              |

| Arbitri: | Gabriele Gagno (Treviso) Damiano Capozziello (Brindisi) William Raimondo (Roma) |

|            |          |                             |
| Bailey 17  | Punti    | 18 Christmas 17 Růžičková   |
| Gianolla 5 | Assist   | 2 Carangelo, Christmas, Pan |
| Bailey 10  | Rimbalzi | 12 Christmas                |

##### Semifinale
| Arbitri: | Chiara Maschietto Valerio Grigioni William Raimondo |

|                    |          |              |
| Harmon 28          | Punti    | 21 Bagnara   |
| F. Dotto 5         | Assist   | 3 Fontenette |
| Crippa, Pedersen 8 | Rimbalzi | 7 Christmas  |

| Arbitri: | Angela Rita Castiglione Christian Borgo Alessandro Costa |

|              |          |                              |
| Růžičková 19 | Punti    | 18 F. Dotto, Wojta 17 Harmon |
| Carangelo 4  | Assist   | 8 F. Dotto                   |
| Růžičková 9  | Rimbalzi | 10 Pedersen                  |

### Coppa Italia

#### Semifinale
| Arbitri: | Daniele Caruso (Roma) Alessio Dionisi (Fabriano) Elena Colazzo (Milano) |

|            |          |                                    |
| Brunson 16 | Punti    | 16 Růžičková                       |
| Gorini 7   | Assist   | 2 Carangelo, Christmas, Fontenette |
| Brunson 8  | Rimbalzi | 9 Christmas                        |

### EuroCup (Eurocoppa)

#### Regular season: Gruppo E

##### Classifica
|    | Squadra         | Pt. | G | V | P | PF  | PS  |
| -- | --------------- | --- | - | - | - | --- | --- |
| 1. | Reyer Venezia   | 10  | 6 | 4 | 2 | 418 | 375 |
| 2. | Nantes Rezé     | 10  | 6 | 4 | 2 | 440 | 407 |
| 3. | Wasserburg      | 9   | 6 | 3 | 3 | 427 | 422 |
| 4. | PINKK-Pécsi 424 | 7   | 6 | 1 | 5 | 341 | 422 |

##### Girone di andata
| Arbitri: | Karolina Andersson Nuno Monteiro Paul Walton |

|             |          |                    |
| Casas 26    | Punti    | 14 Christmas       |
| Andreyeva 4 | Assist   | 2 C. Dotto, Sandri |
| Plouffe 9   | Rimbalzi | 6 Růžičková        |

| Arbitri: | Jasmina Juras Bernard Vassallo Georgios Poursanidis |

|              |          |            |
| Christmas 17 | Punti    | 24 Drammeh |
| Fontenette 4 | Assist   | 3 Rujak    |
| Růžičková 12 | Rimbalzi | 9 Tunstull |

| Arbitri: | Anton Makhlin Vasiliki Tsaroucha Aytug Ekti |

|          |          |              |
| Lucet 16 | Punti    | 25 Carangelo |
| Peddy 5  | Assist   | 5 Růžičková  |
| Lucet 9  | Rimbalzi | 11 Růžičková |

##### Girone di ritorno
| Arbitri: | Mario Majkic Ilona Kucerova Jelena Smiljanic |

|              |          |            |
| Christmas 25 | Punti    | 17 Plouffe |
| Carangelo 5  | Assist   | 6 Casas    |
| Christmas 14 | Rimbalzi | 9 Casas    |

| Arbitri: | Jasmina Juras Bojan Jovanic Svetlana Stoyanova |

|             |          |              |
| Drammeh 24  | Punti    | 18 Christmas |
| Handy 4     | Assist   | 4 Fontenette |
| Tunstull 10 | Rimbalzi | 11 Růžičková |

| Arbitri: | Sergey Mikhaylov Igor Poljansek Aytug Ekti |

|              |          |                                  |
| Růžičková 22 | Punti    | 10 Brunckhorst, de Kleijn, Lucet |
| Carangelo 6  | Assist   | 4 Peddy                          |
| Růžičková 12 | Rimbalzi | 12 Lucet                         |

#### Ottavi di finale
| Arbitri: | Tanel Suslov Borislav Peltekov Evgeny Vetrov |

|             |          |                         |
| Krastiņa 14 | Punti    | 20 Christmas            |
| Mann 4      | Assist   | 3 Fontenette, Růžičková |
| Kūlīte 13   | Rimbalzi | 14 Růžičková            |

| Arbitri: | Engin Kennerman Nikola Perlic Boris Krejic |

|                          |          |           |
| Christmas 18             | Punti    | 17 Carter |
| Carangelo, Christmas 3   | Assist   | 4 Mann    |
| Christmas, Fontenette 10 | Rimbalzi | 8 Meļņika |

#### Quarti di finale
| Arbitri: | Ognjen Jokic Andrada Monika Csender Alija Ferevski |

|                   |          |                            |
| Ivanković 24      | Punti    | 18 Fontenette 16 Růžičková |
| Cora, Pondexter 4 | Assist   | 5 Fontenette               |
| Ivanković 13      | Rimbalzi | 10 Růžičková               |

| Arbitri: | Ademir Zurapović Milan Nedovic Nikola Perlic |

|                        |          |                           |
| Růžičková 19           | Punti    | 20 Milovanović, Pondexter |
| C. Dotto, Fontenette 5 | Assist   | 4 Igueravide, Pondexter   |
| Christmas 16           | Rimbalzi | 19 Ivanković              |

## Statistiche

### Statistiche di squadra
| Competizione | Punti | In casa | In casa | In casa | In casa | In casa | In trasferta | In trasferta | In trasferta | In trasferta | In trasferta | Totale | Totale | Totale | Totale | Totale | Totale |
| Competizione | Punti | G       | V       | P       | Ptf     | Pts     | G            | V            | P            | Ptf          | Pts          | G      | V      | P      | Ptf    | Pts    | Diff.  |
| ------------ | ----- | ------- | ------- | ------- | ------- | ------- | ------------ | ------------ | ------------ | ------------ | ------------ | ------ | ------ | ------ | ------ | ------ | ------ |
| Serie A1     | 42    | 12      | 11      | 1       | 894     | 653     | 14           | 10           | 4            | 923          | 796          | 26     | 21     | 5      | 1817   | 1449   | +368   |
| Play-off     |       | 2       | 1       | 1       | 145     | 136     | 2            | 1            | 1            | 158          | 143          | 4      | 2      | 2      | 303    | 279    | +24    |
| Coppa Italia |       | -       | -       | -       | -       | -       | 1            | 0            | 1            | 58           | 63           | 1      | 0      | 1      | 58     | 63     | -5     |
| EuroCup      | 10    | 5       | 4       | 1       | 342     | 293     | 5            | 2            | 3            | 341          | 343          | 10     | 6      | 4      | 683    | 636    | +47    |
| Totale       | 52    | 19      | 16      | 3       | 1381    | 1082    | 22           | 13           | 9            | 1480         | 1345         | 41     | 29     | 12     | 2861   | 2427   | +434   |

### Andamento in campionato
| Giornata  | 1 | 2 | 3 | 4 | 5 | 6 | 7 | 8 | 9 | 10 | 11 | 12 | 13 | 14 | 15 | 16 | 17 | 18 | 19 | 20 | 21 | 22 | 23 | 24 | 25 | 26 |
| --------- | - | - | - | - | - | - | - | - | - | -- | -- | -- | -- | -- | -- | -- | -- | -- | -- | -- | -- | -- | -- | -- | -- | -- |
| Luogo     | N | C | T | C | T | C | C | T | C | T  | T  | C  | T  | C  | T  | C  | T  | C  | T  | T  | C  | T  | C  | C  | T  | C  |
| Risultato | V | V | V | V | P | V | P | V | V | V  | V  | V  | P  | P  | V  | V  | V  | V  | V  | P  | V  | V  | V  | V  | V  | V  |
| Posizione | 5 | 2 | 3 | 4 | 4 | 3 | 4 | 4 | 4 | 4  | 4  | 4  | 4  | 4  | 4  | 4  | 4  | 4  | 4  | 4  | 4  | 4  | 4  | 4  | 4  | 4  |

Legenda:

Luogo: N = Campo neutro; C = Casa; T = Trasferta. Risultato: V = Vittoria; P = Sconfitta.

### Statistiche delle giocatrici
- Totali di: Campionato (stagione regolare e play-off) e Coppa Italia

| Giocatrice          | Partite | Partite | Partite | Pun | Min. | Falli | Falli | Tiri da 2 | Tiri da 2 | Tiri da 2 | Tiri da 3 | Tiri da 3 | Tiri da 3 | Tiri Liberi | Tiri Liberi | Tiri Liberi | Rimbalzi | Rimbalzi | Rimbalzi | Stopp. | Stopp. | Palle | Palle | Ass | Val. | Val.   | A+dP |
| Giocatrice          | Pr      | PG      | SF      | Pun | Min. | C     | S     | R         | T         | %         | R         | T         | %         | R           | T           | %           | O        | D        | T        | D      | S      | P     | R     | Ass | Lega | OER    | A+dP |
| ------------------- | ------- | ------- | ------- | --- | ---- | ----- | ----- | --------- | --------- | --------- | --------- | --------- | --------- | ----------- | ----------- | ----------- | -------- | -------- | -------- | ------ | ------ | ----- | ----- | --- | ---- | ------ | ---- |
| Karima Christmas    | 28      | 28      | 25      | 455 | 819  | 52    | 127   | 99        | 195       | 50,8      | 43        | 119       | 36,1      | 128         | 153         | 83,7        | 67       | 126      | 193      | 4      | 9      | 53    | 71    | 54  | 593  | 108,43 | 72   |
| Marie Růžičková     | 31      | 31      | 30      | 401 | 953  | 63    | 43    | 179       | 347       | 51,6      | 4         | 25        | 16,0      | 31          | 41          | 75,6        | 73       | 171      | 244      | 17     | 2      | 68    | 57    | 38  | 468  | 86,16  | 27   |
| Ashleigh Fontenette | 30      | 30      | 24      | 322 | 856  | 41    | 73    | 93        | 210       | 44,3      | 25        | 67        | 37,3      | 61          | 78          | 78,2        | 31       | 127      | 158      | 3      | 4      | 47    | 70    | 73  | 431  | 93,33  | 96   |
| Debora Carangelo    | 31      | 31      | 26      | 250 | 701  | 41    | 108   | 32        | 81        | 39,5      | 44        | 130       | 33,8      | 54          | 72          | 75,0        | 19       | 83       | 102      |        | 2      | 61    | 62    | 52  | 317  | 80,87  | 53   |
| Caterina Dotto      | 30      | 29      | 5       | 186 | 548  | 71    | 67    | 48        | 115       | 41,7      | 13        | 32        | 40,6      | 51          | 66          | 77,3        | 19       | 38       | 57       | 2      | 8      | 74    | 46    | 58  | 162  | 72,87  | 30   |
| Benedetta Bagnara   | 31      | 31      | 2       | 159 | 523  | 52    | 37    | 12        | 35        | 34,3      | 39        | 94        | 41,5      | 18          | 22          | 81,8        | 9        | 31       | 40       | 1      |        | 26    | 25    | 18  | 120  | 85,77  | 17   |
| Alessandra Formica  | 31      | 31      | 15      | 135 | 607  | 64    | 47    | 51        | 142       | 35,9      | 2         | 16        | 12,5      | 27          | 40          | 67,5        | 31       | 86       | 117      | 2      | 4      | 46    | 16    | 18  | 103  | 58,52  | -12  |
| Francesca Pan       | 31      | 30      | 12      | 113 | 456  | 49    | 20    | 24        | 46        | 52,2      | 17        | 62        | 27,4      | 14          | 17          | 82,4        | 13       | 29       | 42       | 5      | 2      | 28    | 19    | 14  | 64   | 73,39  | 5    |
| Martina Sandri      | 31      | 31      | 15      | 107 | 623  | 54    | 10    | 33        | 70        | 47,1      | 13        | 51        | 25,5      | 2           | 3           | 66,7        | 22       | 57       | 79       | 1      | 3      | 36    | 21    | 13  | 62   | 61,45  | -2   |
| Lorela Cubaj        | 27      | 17      | 1       | 38  | 135  | 24    | 8     | 16        | 40        | 40,0      |           |           |           | 6           | 10          | 60,0        | 9        | 17       | 26       | 4      |        | 5     | 6     | 2   | 27   | 37,41  | 3    |
| Francesca Melchiori | 4       | 4       |         | 6   | 46   | 4     | 2     | 2         | 4         | 50,0      | 0         | 1         | 0,0       | 2           | 4           | 50,0        | 3        | 2        | 5        |        |        | 1     | 2     | 1   | 6    | 50,00  | 2    |
| Rachele Porcu       | 8       | 1       |         | 2   | 8    | 1     |       | 1         | 3         | 33,3      | 0         | 1         | 0,0       |             |             |             |          |          |          |        |        |       |       | 2   |      | 6,25   | 2    |
| Giulia Zecchin      | 5       |         |         |     |      |       |       |           |           |           |           |           |           |             |             |             |          |          |          |        |        |       |       |     |      | 0,00   |      |

- Eurocoppa: stagione regolare e play-off

| Giocatrice          | Partite | Partite | Partite | Pun | Min. | Falli | Falli | Tiri da 2 | Tiri da 2 | Tiri da 2 | Tiri da 3 | Tiri da 3 | Tiri da 3 | Tiri Liberi | Tiri Liberi | Tiri Liberi | Rimbalzi | Rimbalzi | Rimbalzi | Stopp. D | Palle | Palle | Ass |
| Giocatrice          | Pr      | PG      | SF      | Pun | Min. | C     | S     | R         | T         | %         | R         | T         | %         | R           | T           | %           | O        | D        | T        | Stopp. D | P     | R     | Ass |
| ------------------- | ------- | ------- | ------- | --- | ---- | ----- | ----- | --------- | --------- | --------- | --------- | --------- | --------- | ----------- | ----------- | ----------- | -------- | -------- | -------- | -------- | ----- | ----- | --- |
| Karima Christmas    | 10      | 10      | 10      | 161 | 336  | 12    | 65    | 30        | 84        | 35,7      | 14        | 47        | 29,8      | 59          | 67          | 88,1        | 36       | 60       | 96       | 5        | 18    | 14    | 18  |
| Marie Růžičková     | 10      | 10      | 10      | 117 | 314  | 34    | 18    | 49        | 111       | 44,1      | 1         | 6         | 16,7      | 16          | 18          | 88,9        | 27       | 72       | 99       | 5        | 17    | 9     | 16  |
| Ashleigh Fontenette | 10      | 10      | 9       | 104 | 317  | 16    | 27    | 29        | 79        | 36,7      | 8         | 18        | 44,4      | 22          | 28          | 78,6        | 11       | 35       | 46       | 0        | 14    | 9     | 35  |
| Debora Carangelo    | 10      | 10      | 9       | 83  | 238  | 19    | 33    | 11        | 30        | 36,7      | 15        | 47        | 31,9      | 16          | 19          | 84,2        | 11       | 20       | 31       | 1        | 16    | 8     | 23  |
| Caterina Dotto      | 10      | 10      | 1       | 79  | 168  | 21    | 23    | 25        | 50        | 50,0      | 4         | 11        | 36,4      | 17          | 25          | 68,0        | 5        | 13       | 18       | 4        | 21    | 3     | 20  |
| Alessandra Formica  | 10      | 10      | 2       | 43  | 186  | 23    | 14    | 16        | 45        | 35,6      | 1         | 3         | 33,3      | 8           | 14          | 57,1        | 10       | 28       | 38       | 2        | 6     | 4     | 6   |
| Martina Sandri      | 10      | 10      | 7       | 38  | 223  | 21    | 9     | 7         | 27        | 25,9      | 7         | 20        | 35,0      | 3           | 6           | 50,0        | 10       | 19       | 29       | 2        | 8     | 3     | 12  |
| Francesca Pan       | 10      | 9       | 1       | 27  | 93   | 7     | 3     | 6         | 11        | 54,5      | 4         | 16        | 25,0      | 3           | 3           | 100,0       | 3        | 7        | 10       | 1        | 8     | 4     | 3   |
| Benedetta Bagnara   | 10      | 10      |         | 22  | 128  | 19    | 6     | 3         | 9         | 33,3      | 5         | 24        | 20,8      | 1           | 4           | 25,0        | 5        | 8        | 13       | 0        | 10    | 3     | 6   |
| Lorela Cubaj        | 9       | 5       |         | 9   | 38   | 3     | 2     | 4         | 7         | 57,1      |           |           |           | 1           | 2           | 50,0        | 1        | 11       | 12       | 7        | 0     | 1     |     |
| Francesca Melchiori | 1       | 1       | 1       | 0   | 6    | 1     | 0     |           |           |           |           |           |           |             |             |             | 0        | 1        | 1        |          | 1     | 0     | 1   |
| Rachele Porcu       | 1       |         |         |     |      |       |       |           |           |           |           |           |           |             |             |             |          |          |          |          |       |       |     |
| Giulia Zecchin      | 1       |         |         |     |      |       |       |           |           |           |           |           |           |             |             |             |          |          |          |          |       |       |     |